# Río Shipra
El río Shiprá, también conocido como Kshiprá (en hindi: क्षिप्रा नदी), es un corto río del estado de Madhya Pradesh, en la India.
Nace en los montes Vindhya, una cadena de montañas de poca altitud (entre 460 y 1100 m s. n. m.) en el centro de la India, al norte de la ciudad de Dhar, y fluye hacia el sur a través del altiplano de Malwa para unirse al río Chambal, después de 195 km. 
Es uno de los ríos sagrados del hinduismo. En su orilla derecha está situada la ciudad santa de Ujjain, que es una de las cuatro ciudades donde se celebra cada 12 años el Kumbha Mela. En esa ocasión asisten millones de peregrinos desde toda la India. En sus ghats (muelles) cada año se honra a la diosa del río Kshiprá. Hay cientos de santuarios hindúes a lo largo de las orillas de este río, que nunca se seca, aunque su caudal varía notablemente entre la época de los monzones y el resto del año. 
Sus principales afluentes son el Khan y el Gambhir.
La palabra sánscrita kshiprá significa ‘rápido, elástico’.
Un nombre del dios hinduista del fuego Agní es Ksiprá Jasta: ‘manos rápidas’.

## Leyendas
El río Kshiprá aparece mencionado en textos hindúes (como los Puranas) y en textos budistas y yainistas. 
Una leyenda sivaísta cuenta que, una vez, el dios Sivá estaba usando la calavera de 
Brahmá como plato de limosnas, pero nadie le daba nada. Fue a ver al dios Visnú y le pidió limosna. Visnú le mostró burlonamente a Sivá el dedo índice. Sivá se enfureció, tomó su tridente y le cortó el dedo a Visnú. La sangre empezó a brotar y a llenar el cuenco de limosnas, pero al rebosarla acabó por convertirse en un manantial y luego en este río Kshiprá.
Una leyenda visnuista indica que el río se origina en el corazón de Varaja, la encarnación de Visnú con forma de jabalí.
A orillas del río Kshiprá se encuentra uno de los sitios donde la tradición dice que existió el áshram del mítico gurú Sandipani Muni, con quien ―según el texto Jari-vamsa (siglo II d. C.)― estudió el dios pastor Krisná. 